# Qüestió de paciència
Qüestió de paciència (títol original en neerlandès, Kwestie van geduld) és una pel·lícula de comèdia romàntica neerlandesa del 2022 dirigida per Ruud Schuurman. La pel·lícula es va estrenar el 20 d'octubre de 2022.

## Sinopsi
La protagonista, originalment coneguda com a Loes i originària de Limburg, resideix ara a Amsterdam sota el nom de Monica, dirigint amb èxit un restaurant. Inicialment, no experimenta cap sentiment de nostàlgia pel seu lloc d'origen, però les circumstàncies la porten a retornar-hi. La raó darrere d'aquest viatge és la necessitat d'aconseguir diners que li deu un antic company per adquirir el local desitjat pel seu nou restaurant.
A mesura que es troba inesperadament immersa en el seu passat, la Monica comença a redescobrir les arrels i records de la seva joventut, i a qüestionar si Amsterdam és realment el seu lloc ideal, mentre es pregunta si Loes, la jove que va ser, no tenia una visió més clara del que volia que ella. Durant la investigació de per què l'excompany es nega a tornar-li els diners, la Monica haurà de decidir el seu futur, enfrontant-se a les seves pròpies ambigüitats.

## Repartiment
| Intèrpret            | Personatge              |
| -------------------- | ----------------------- |
| Barbara Sloesen      | Monica Killaars         |
| Manuel Broekman      | Bastiaan van der Wal    |
| Frans Dam            | Sjeffie Janssen         |
| Bianca Krijgsman     | Liesbeth, tia           |
| Juliette van Ardenne | Nicole Dings            |
| Melissa Drost        | Jeanne Bartels          |
| Huub Smit            | Willy Cordang           |
| Florence Vos Weeda   | Renée van Wegen         |
| Genelva Krind        | Gaby Fernandez          |
| Peggy Vrijens        | Petra Thuyles           |
| Patrick Martens      | Twan, cambrer           |
| Lex Uiting           | Cantant                 |
| Juna de Leeuw        | Monica Killaars de jove |
| Rein van Duivenboden | Sjeffie Jansen de jove  |

## Producció
El març de 2021, es va anunciar la pel·lícula amb l'actriu Barbara Sloesen en el paper principal i amb Ruud Schuurman com a director. El rodatge va començar aquell mateix mes i va continuar fins a l'abril de 2021.
Qüestió de paciència es va estrenar el 20 d'octubre de 2022. Gairebé sis mesos després, el 6 d'abril de 2023, la pel·lícula es va incorporar al catàleg a la plataforma Netflix. La pel·lícula va ser un èxit i va acabar a la primera setmana com la més vista.

## Trivial
- La cantant Roxeanne Hazes i la banda de Limburg Rowwen Hèze van oferir junts el tema principal de la pel·lícula.[6]